# Festival internazionale della canzone di Sopot
Il Festival internazionale della canzone di Sopot (in polacco Międzynarodowy Festiwal Piosenki), chiamato in passato anche Międzynarodowy Festiwal Interwizji, Sopot Music Festival Grand Prix, Sopot Top of the Top Festival e Polsat Sopot Festival, è un concorso musicale internazionale annuale che si tiene a Sopot, in Polonia. È il più grande festival di musica polacca insieme al Festival nazionale della canzone polacca ad Opole, è anche uno dei più grandi concorsi canori in Europa assieme al Festival de la Canción di Benidorm e dietro l'Eurovision Song Contest da cui prende ispirazione.
Il concorso è stato organizzato e trasmesso in diretta dalla televisione pubblica polacca (TVP) tra il 1994 e il 2004. L'anno successivo, il concerto è stato trasmesso per la prima volta dalla stazione media privata TVN ed è rimasto su TVN fino al 2009. Dal 2012 al 2014, il concerto è stato trasmesso e organizzato da Polsat. Successivamente è stato cancellato dall'emittente. Il festival 2015 non è stato trasmesso in televisione, tuttavia è tornato nel 2017 su TVN.

## Storia

### Gli albori

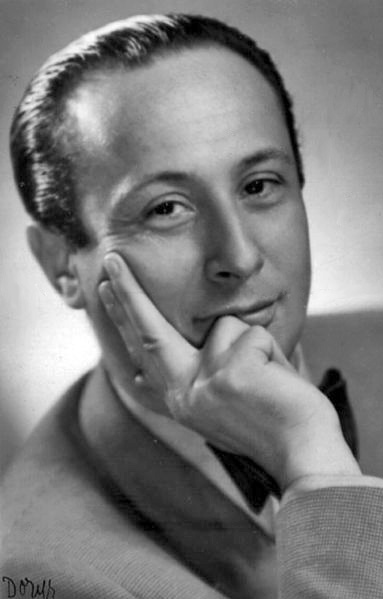
Władysław Szpilman.

Il concetto del festival musicale venne ideato dal pianista, compositore e sopravvissuto all'Olocausto Władysław Szpilman (1911-2000), che a quei tempi era a capo della Polskie Radio. La prima edizione si tenne al cantiere navale di Danzica e vide la partecipazione Szymon Zakrzewski e il comitato degli artisti polacchi (PAGART) e si ispirava all'Eurovision Song Contest a cui la Polonia non poteva partecipare perché nel blocco orientale. Nel 1963 la sede del concorso venne spostata all'Opera Leśna di Sopot dove si svolge ancora oggi. Molti paesi parteciparono già dalle prime edizioni.

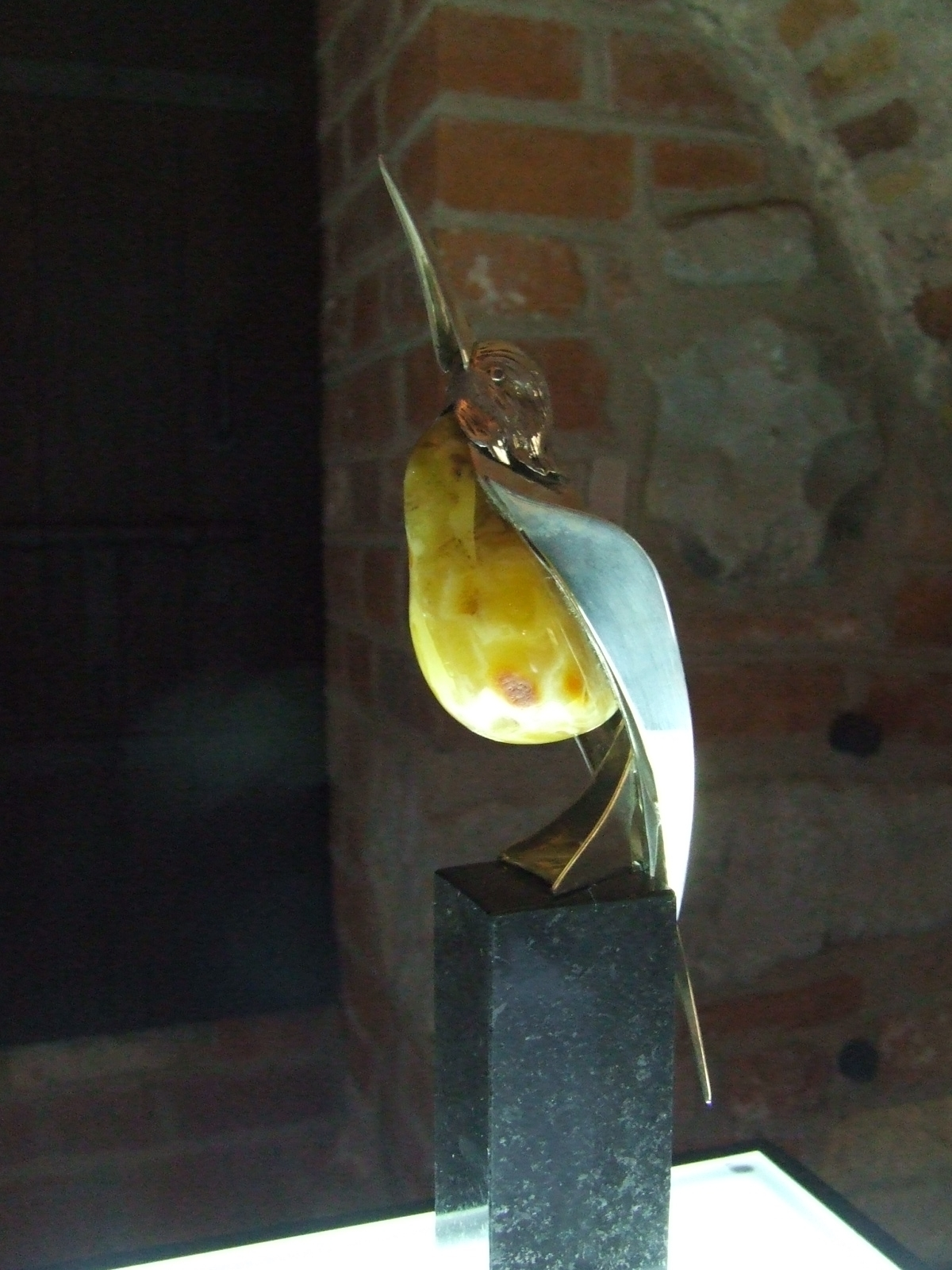
Usignolo d'ambra.

Il primo premio era, ed è ancora, "l'usignolo d'ambra", anche se negli anni 1970 e 1980 venivano consegnati altri premi come un disco d'ambra, oltre ad altre premiazioni.

### Intervision Song Contest (1977-1980)
Nel 1977 il festival venne temporaneamente accantonato e sostituito dall'Intervision Song Contest, un altro concorso nato nel 1965 come controparte comunista dell'Eurovision Song Contest ma che era stato interrotto nel 1968. Per un periodo quindi erano favoriti alla partecipazione paesi comunisti, ma non furono gli unici a partecipare.
Al contrario dell'Eurovision, il festival cambiò spesso formula per la selezione del vincitore, organizzando anche più selezioni per i suoi partecipanti. Ad esempio, nella quarta edizione del 20-23 agosto 1980 furono organizzati due concorsi effettivi: uno per gli artisti rappresentanti delle compagnie televisive e un altro per i cantanti delle etichette discografiche. Nel primo la giuria valutava i meriti artistici della canzone presentata, mentre nel secondo la giuria giudicava l'interpretazione dei partecipanti. In alcune inoltre furono decretati più vincitori. L'Intervision venne cancellato nel 1980 con la diffusione del pensiero anti-comunista in Polonia (Solidarność) ma anche un calo negli interessi, e il festival di Sopot tornò ad essere indipendente.

### Declino e successo moderno
Il festival continuò la sua esistenza, sfruttando anche la caduta del comunismo nel paese. Il festival fu sempre aperto alla partecipazione di artisti e paesi non europei, come Cuba, Repubblica Dominicana, Mongolia, Nuova Zelanda, Nigeria, Perù, Sudafrica e molti altri.
Sfortunatamente iniziò a perdere popolarità subendo un lento declino negli anni '90, questo portò TVP, la rete che deteneva i diritti di trasmissione per il concorso, ad affidarlo nel 2005 ad una rete privata, TVN. Già dal 1999 venne abolita la struttura a concorso e venne trasformato in un festival della musica ad invito, con seguente assegnazione di premi.
Nel 2005 TVN organizzò una speciale edizione del festival con solo artisti polacchi, mentre dall'anno dopo riprese ad invitare paesi da ogni continente ma soprattutto artisti internazionalmente famosi e riconosciuti.
Il festival non venne organizzato nel 2010 e 2011 per l'inabilità dell'Opera Leśna e una grave crisi finanziaria che portò a un cambio di gestione dalla rete TVN a Polsat, cambiando il nome del festival un'ultima volta. Nel 2015 Polsat decise di non organizzare alcun festival, ma venne organizzata un'edizione speciale non trasmessa in televisione, l'anno dopo il festival non poté essere svolto per mancanza di un partner televisivo (Polsat aveva perso interesse e si aspettava il ritorno di TVP); poco dopo il festival venne ripreso da TVN che ancora oggi l trasmette in televisione.
Tra gli artisti internazionali che vi hanno partecipato vi sono: Whitney Houston, Tina Turner, The Corrs, Lionel Richie, UB40, Ricky Martin, Simply Red, Elton John, Katie Melua, Charles Aznavour, Demis Roussos, Boney M., Gloria Gaynor, Petula Clark, Johnny Cash, Chuck Berry, Shirley Bassey, Village People, Kool & the Gang, Vanessa-Mae, Sabrina Salerno, C. C. Catch, Annie Lennox, Paul Young, Marillion, Scorpions, Alphaville, Kim Wilde, Bonnie Tyler, Jimmy Somerville, Erasure, Belinda Carlisle, Vaya Con Dios, Chris Rea, Bryan Adams, Tanita Tikaram, La Toya Jackson, Rick Astley, Shakin' Stevens, Londonbeat, Bad Boys Blue, Technotronic, Kajagoogoo, Limahl, Goran Bregović, Norah Jones, Anastacia, Maryla Rodowicz, In-Grid, Alla Pugačëva e altri.

## Albo d'oro

### Międzynarodowy Festiwal Piosenki
| Edizione | Paese                        | Artista                               | Canzone                                                                         |
| -------- | ---------------------------- | ------------------------------------- | ------------------------------------------------------------------------------- |
| 1961     | Svizzera                     | Jo Rolland                            | Nous Deux                                                                       |
| 1962     | Grecia                       | Jeanne Yovanna                        | Ti Krima                                                                        |
| 1963     | - Unione Sovietica - Francia | - Tamara Miansarova - Simone Langlois | - Пусть всегда будет солнце! (Pust' vsegda budet solnste!) - Toi et ton sourire |
| 1964     | Grecia                       | Nadia Constantopolou                  | S'efharisto kardia mou                                                          |
| 1965     | Canada                       | Monique Leyrac                        | Mon Pays                                                                        |
| 1966     | Stati Uniti                  | Lana Cantrell                         | I'm all Smiles                                                                  |
| 1967     | Polonia                      | Dana Lerska                           | Po prostu jestem                                                                |
| 1968     | Polonia                      | Urszula Sipińska                      | Po ten kwiat czerwony                                                           |
| 1969     | Svizzera                     | Henri Dès                             | Maria Consuelo                                                                  |
| 1970     | Canada                       | Robert Charlebois                     | Ordinaire                                                                       |
| 1971     | Regno Unito                  | Samantha Jones                        | He Moves Me                                                                     |
| 1972     | - Unione Sovietica - Polonia | - Lev Leschchenko - Andrzej Dąbrowski | - Я не был с ним знаком (Ya ne byl s nim znakom) - Do zakochania jeden krok     |
| 1973     | Regno Unito                  | Tony Craig                            | Can You Feel It / Song of Skaldowie                                             |

### Grand Prix de disque
| 1974 | Finlandia        | Marion Rung        | Uskon lauluun    |
| 1975 | Regno Unito      | Glen Weston        | I Still Love You |
| 1976 | Unione Sovietica | Irina Ponarovskaya | Мольба (Mol'ba)  |

### Międzynarodowy Festiwal Interwizji(Intervision Song Contest)
| 1977                                                     | Cecoslovacchia                                  | Helena Vondráčková                                | Malovaný džbánku                                                              |
| 1978                                                     | - Unione Sovietica - Cecoslovacchia             | - Alla Pugačëva - Václav Neckář                   | - Всё могут короли (Vsё mogut koroli) - Patrik                                |
| 1979                                                     | Polonia                                         | Czesław Niemen                                    | Nim przyjdzie wiosna                                                          |
| 1980                                                     | - Finlandia - Cecoslovacchia - Unione Sovietica | - Marion Rung - Marika Gombitová - Mykola Hnatyuk | - Hyvästi yö - Chcem sa s tebou delit' - На встречу осени (Na vstrechu oseni) |
| Temporaneamente annullato per legge marziale in Polonia. |                                                 |                                                   |                                                                               |

### Sopot Music Festival Grand Prix (1)
| 1984 | Polonia        | Krystyna Giżowska | Blue Box         |
| 1985 | Svezia         | Herreys           | Summer Party     |
| 1986 | Stati Uniti    | Mara Getz         | Hero of my Heart |
| 1987 | Germania Ovest | Double Take       | Rockola          |

### Golden Disc
| 1988 | Stati Uniti | Kenny James           | The Magic In You               |
| 1989 | Norvegia    | Dance with a Stranger | By                             |
| 1990 | Polonia     | Lora Szafran          | Zły chłopak / Trust Me At Once |

### Sopot Music Festival Grand Prix (2)
| 1991                                                    | Lettonia        | New Moon             | Ice                              |
| 1992                                                    | Austria         | Sisqó                | ?                                |
| 1993                                                    | Lituania        | Arina                | Rain is Coming Down              |
| 1994                                                    | Polonia         | Varius Manx          | Zanim zrozumiesz                 |
| 1995                                                    | Polonia         | Kasia Kowalska       | Jak rzecz / A to co mam          |
| 1996                                                    | Non svolta.     | Non svolta.          | Non svolta.                      |
| 1997                                                    | Paesi Bassi     | Total Touch          | Somebody Else's Lover            |
| 1998                                                    | Italia          | Alex Baroni          | Male che fa male                 |
| 1999                                                    | Polonia         | Małgorzata Ostrowska | Lawa                             |
| 2000                                                    | Repubblica Ceca | Helena Vondráčková   | Veselé Vánoce a šťastný nový rok |
| 2001                                                    | Belgio          | Natacha Atlas        | Ayeshteni                        |
| 2002                                                    | Polonia         | Irena Santor         | Jeszcze kochasz mnie             |
| 2003                                                    | Polonia         | Skaldowie            | Hymn o miłości                   |
| 2004                                                    | Non svolta.     | Non svolta.          | Non svolta.                      |
| 2005                                                    | Polonia         | Andrzej Piaseczny    | Z głębi duszy                    |
| 2006                                                    | Regno Unito     | Mattafix             | Big City Life                    |
| 2007                                                    | Polonia         | Feel                 | A gdy już jest ciemno            |
| 2008                                                    | Svezia          | Oh Laura             | Release                          |
| 2009                                                    | Australia       | Gabriella Cilmi      | Sweet About Me                   |
| Temporaneamente annullato per restauri all'Opera Leśna. |                 |                      |                                  |

1. ↑  Non si conosce il nome della canzone austriaca che vinse, perché le registrazioni del concerto non furono preservate.

### Sopot Top of the Pop Festival (1)
| 2012 | Svezia  | Eric Saade | Hotter Than Fire    |
| 2013 | Francia | Imamy      | You Will Never Know |

### Polsat Sopot Festival
| 2014 | Polonia     | Ewa Farna   | Chico       |
| 2015 | Non svolte. | Non svolte. | Non svolte. |
| 2016 | Non svolte. | Non svolte. | Non svolte. |

### Sopot Top of the Pop Festival (2)
| 2017 | Non svolta.            | Non svolta.            | Non svolta.            |
| 2018 | Romania                | Mihail                 | Who You Are            |
| 2019 | Svezia                 | Frans                  | If I Were Sorry        |
| 2020 | Non svolto (COVID-19). | Non svolto (COVID-19). | Non svolto (COVID-19). |
| 2021 | Polonia                | Dawid Kwiatkowski      | Bez Ciebie             |
| 2022 | Polonia                | Michał Szpak           | 24 na 7                |
| 2023 | Polonia                | Kwiat Jabłoni          | Od Nowa                |
| 2024 | Polonia                | Oskar Cyms             | Cały czas              |
| 2025 | TBA                    | TBA                    | TBA                    |